# Ome Henk, Gouwe Suuksesse!
Ome Henk, Gouwe Suuksesse! is het zesde album van Ome Henk, dat in 1995 werd uitgebracht. Deze cd is een compilatie van verschillende liedjes die op al voorgaande cd's stonden. Deze liedjes worden ingeleid door korte sketches. Ook staan er enkele nog niet eerder uitgebrachte liedjes op deze cd. Opmerkelijk is dat dit album alleen maar liedjes bevat en geen losse verhalen.

## Tracklist
1. Heftig (Hand's Up) (3:45)
2. As het Effe Kan ... Ja Dan (2:59)
3. Op de Camping (In the Navy) (3:33)
4. Pijn in Me Pens (3:11)
5. Moeve! (3:31)
6. Ome Henk Viert Feest (3:56)
7. Sneeuwwitje Waar Zit Je (3:14)
8. High Society (3:14)
9. Ik Ben Verkouwe (The Power) (3:54)
10. Holadiejee! Holadiejoo! (4:13)
11. Stelletje Halleve Zole!! (3:26)
12. Naar de Kermis (2:53)
13. Sambal Bij? (2:55)
14. In de Hooiberg (2:37)
15. Oranje!! (We Worden Kampioen) (3:51)
16. Olee Olee Sinterklaas Is Here to Stay! (3:56)
17. Ome Henk Tune (2:42)
18. Galileejie Repsodie (1:57)
19. Het Grote Hakkie & Takkie Lied (3:22)
20. Het Miljoenenlied (Met een Miljoen) (3:27)
21. Zunderbirds Ar Goo (Vrom de "Rijles" Wis de Seem Neem) (3:03)